# Діапорте
Діапорте (Diaporthe) — рід грибів родини Diaporthaceae. Назва вперше опублікована 1870 року.

## Поширення та середовище існування
Зустрічаються на різних хазяїнах, або як патогени, сапроби, або як нешкідливі ендофіти. Деякі види мають широкий діапазон господарів, що дозволяє припустити, що вони вільно пересуваються серед господарів, часто спільно колонізуючи хвору або мертву тканину. Навпаки, деякі рослинні патогенні та ендофітні види виявляються строго специфічними для господарів. У коло господарів потрапляють також люди та інші тварини.
Представники Diaporthe є причиною захворювань широкого кола рослин-господарів, деякі з яких є економічно важливими у всьому світі, викликаючи гнилі коренів і плодів, відмирання, листкові плями, гниття та в'янення.
Цікаво, що деякі види діапорте можуть бути патогенними або нешкідливими ендофітами залежно від господаря та його здоров'я. Наприклад, Diaporthe phaseolorum є патогенним для сої, але ендофітним у мангрових деревах (Laguncularia racemosa).

## Значення
Рід діапорте був визнаний продуцентом цікавих ферментів та вторинних метаболітів з антибіотичним або протираковим ефектом. Крім того, раніше відзначалося, що види Diaporthe стримують травоїдних тварини, здійснюють лігноцелюлолітичну активність або застосовуються як біогербіциди.

## Види
База даних Species Fungorum станом на 29.10.2019 налічує 445 видів роду Diaporthe (докладніше див. Список видів роду діапорте).
У минулому види переважно описувались з припущенням, що вони є специфічними для господарів, що призводить до розповсюдження імен на основі господарів, від яких вони були відокремлені. Однак наступні дослідження виявили, що багато видів здатні колонізувати різноманітних господарів і що декілька різних видів цього роду можуть навіть спільно зустрічатися на одному хазяїні.
Незважаючи на те, що класифікація Diaporthe ще триває, види в даний час переосмислюються на основі поєднання морфологічних, фітопатологічних даних, типу спаровування та послідовності ДНК.